# Georg Schubert (Regisseur)
Georg Waldemar Paul Hermann Schubert (* 14. Juni 1879 in Berlin; † 5. Februar 1938 in Köln) war ein deutscher Kameramann und Filmregisseur, ein Pionier aus der Frühzeit der deutschen Kinematographie.

## Leben und Wirken
Georg Schubert, ein Sohn des Bäckermeisters Adolph Schubert und seiner Gattin Clara, geb. Voigt, erlernte zunächst den Beruf des Mechanikers. 1904 heiratete er Gertrud Bleck, im selben Jahr, als er zum Film stieß. In der Folgezeit arbeitete er für eine Fülle von Produktionsfirmen, darunter (vor Kriegsausbruch 1914) die Dependancen der Franzosen Pathé Frères und Gaumont, aber auch für die kleineren deutschen Gesellschaften Continental-Kunstfilm, Dammann-Film, Lloyd-Film, Eiko, Aafa, Moest-Film, Hegewald-Film, Stöckel-Film, Indra-Film sowie Münchens Major Company Emelka.
Seit 1913 ist Schubert als Stummfilmkameramann nachweisbar, seit 1916 führte er über mehrere Jahre hinweg auch regelmäßig Filmregie. Zum Jahresbeginn 1921 beendete er seine Regietätigkeit weitgehend und konzentrierte sich für einige wenige Jahre erneut auf die Tätigkeit eines Kameramannes. Mitte der 1920er Jahre verschwand Schubert fast vollkommen aus dem Blickfeld der Öffentlichkeit und kehrte erst im Tonfilm für zwei wenig bedeutende Projekte auf den Regiestuhl zurück. Er starb 1938 auf einer Dienstreise für die Ufa-Tonwoche in Köln an einem Herzschlag. Sein letztes Werk, ein Kompilations- und Erinnerungsstreifen zum Thema „40 Jahre Film“ unter dem Titel Kinder, wie die Zeit vergeht, kam erst zwei Jahre nach seinem Tod in die Kinos und bestand überwiegend aus Archivaufnahmen. Lediglich die Rahmenhandlung mit Ludwig Schmitz, Hans Adalbert Schlettow und Lisl Riemer war von Schubert inszeniert worden.

## Filmografie
als Kameramann (Auswahl)
- 1913: Das Fischermädchen von Skagen
- 1913: Der Totenkopfhusar
- 1913: Helena, das lebende Torpedo
- 1915: Der schwarze Husar
- 1916: Verbrechen und Liebe
- 1919: Blondes Gift
- 1919: Ut mine Stromtid
- 1920: Anna Maria
- 1920: Der Cowboy-Milliardär
- 1920: Kaiserin Elisabeth von Österreich
- 1920: Lepain
- 1920: Das Frauenhaus von Brescia
- 1920: Der Schieberkönig
- 1921: Ein Spitzbubenstreich
- 1921: Hans im Glück
- 1921: Seine holde Schwiegermutter
- 1921: Verbrechen und Liebe
- 1922: Die Schiffbrüchigen
- 1922: Monna Vanna
- 1922: Nathan der Weise
- 1923: Opfer der Liebe
- 1924: Die wunderlichen Geschichten des Theodor Huber

als Regisseur (Auswahl)
- 1916: Mirko Pasqua (nur als Schauspieler)
- 1916: Bob Cray
- 1916: Der unsichtbare Mensch
- 1916: Der Regisseur
- 1917: Das Siegel
- 1917: Das Modell
- 1917: Die Dame mit dem Diadem
- 1918: Die Testamentsheirat
- 1918: Die Geschichte der Maria Petöffy
- 1919: Der Weiberfeind
- 1919: Los vom Weibe
- 1919: Ein Mädchen aus guter Familie
- 1919: Zwangsliebe im Freistaat
- 1919: Ein Augenblick im Paradies
- 1920: Die Erbhose (auch Drehbuch)
- 1920: So ein Lausbub
- 1920: Das Glücksschwein
- 1921: Der Scheidungsanwalt
- 1937: Nachdenklicher Spaziergang (Kurzdokumentarfilm)
- 1940: Kinder, wie die Zeit vergeht (Kompilationsfilm mit Rahmenhandlung)